# One Rincon Hill
One Rincon Hill es un complejo residencial de lujo en la cima de Rincon Hill en la ciudad de San Francisco, California (Estados Unidos). El complejo, diseñado por Solomon, Cordwell, Buenz and Associates y desarrollado por Urban West Associates, consta de dos rascacielos que comparten un podio común. Es parte del skyline de San Francisco y es visible desde el Monte Diablo, el Puerto de Oakland y San Francisco.
La torre más alta, One Rincon Hill South Tower, se completó en 2008 y tiene 60 pisos y 195 m de altura. La torre más pequeña, comercializada como Torre Dos en One Rincon Hill, se completó en 2014 y alcanza una altura de 165 m con 50 pisos. La Torre Sur contiene ascensores de alta velocidad con características especiales para mover a los residentes de manera efectiva y un gran tanque de agua diseñado para ayudar al rascacielos a resistir fuertes vientos y terremotos. Los rascacielos y las casas adosadas suman un total de 709 unidades residenciales.
La parecela donde fueron construidos está ubicada justo al lado del acceso occidental del Puente de la Bahía y anteriormente albergaba una torre de reloj. La torre del reloj fue demolida poco después de que la ciudad aprobara el proyecto One Rincon Hill. La construcción de las casas adosadas y la Torre Sur duró desde 2005 hasta 2008, pero se detuvo por breves lapsos debido a preocupaciones sísmicas y a un accidente de construcción. A medida que la Torre Sur se acercaba a su finalización, generó controversia sobre la invasión de vistas, los altos precios y el estilo arquitectónico.

## Descripción

### Localización
El complejo está en una parcela de media hectárea en la cúspide del barrio de Rincon Hill. El sitio está delimitado por Harrison Street al noroeste, la rampa de salida de Fremont Street al norte, el acceso al Bay Bridge (Interestatal 80) al este y la rampa de entrada de 1st Street al suroeste.

### Desarrollador y arquitecto
Solomon, Cordwell, Buenz and Associates, un estudio de arquitectura de Chicago, diseñó el complejo. El desarrollador de este complejo es Urban West Associates, dirigido por Mike Kriozere. La sede del desarrollador se encuentra en San Diego, aunque todos sus proyectos de gran altura de más de 14 pisos se encuentran en el Área de la Bahía de San Francisco. El complejo Rincon Hill es el segundo proyecto del desarrollador en San Francisco, siendo el primero ONE Embarcadero South, un complejo residencial cerca de One Rincon Hill y frente a Oracle Park. Según el desarrollador, el costo total del proyecto Rincon Hill fue de 290 millones de dólares, y en 2009 superó los 310 millones

### Arquitectura

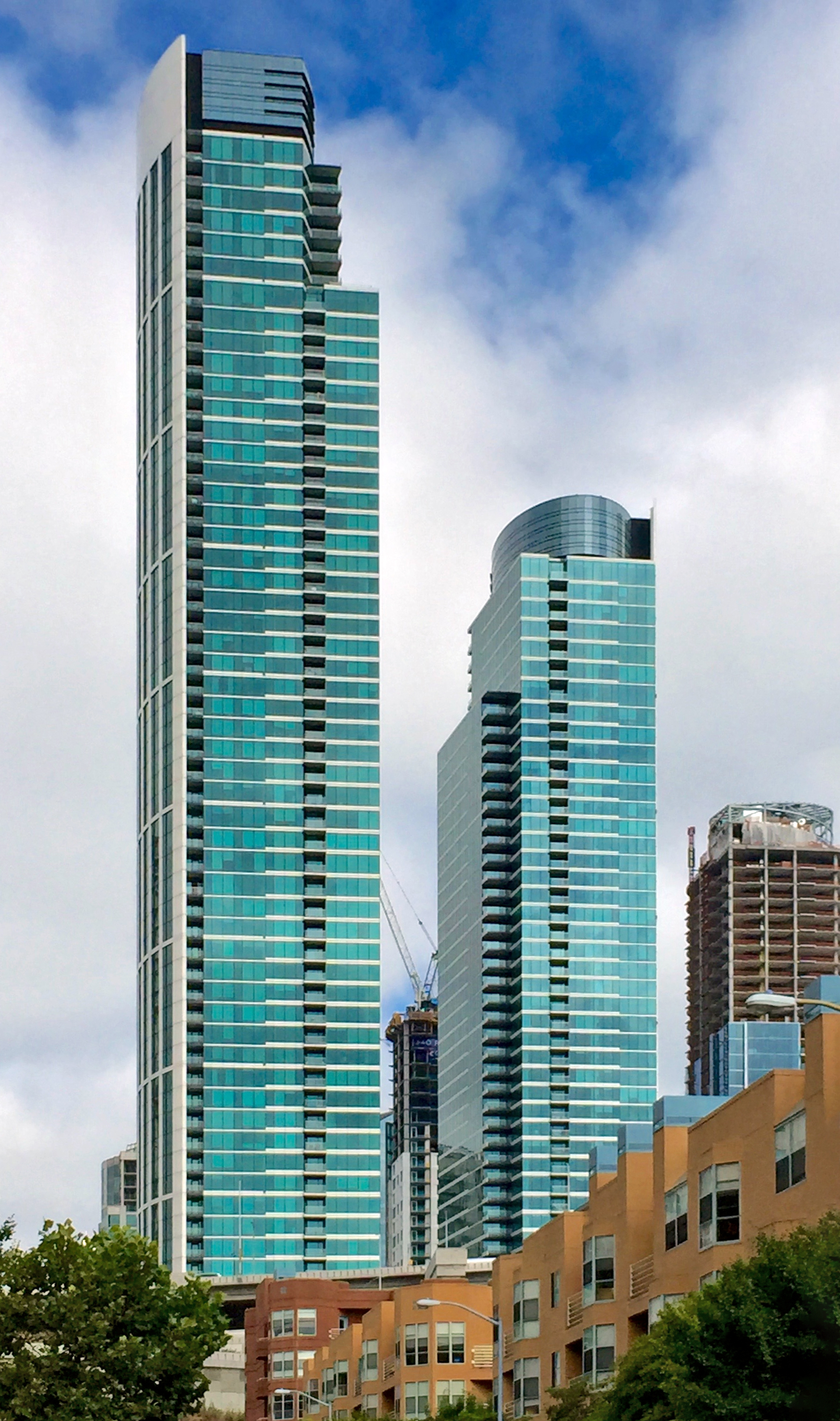
One Rincon Hill, visto desde el sur en 2015

El complejo consta de dos edificios unidos en la base por una hilera de casas adosadas. La torre sur y la torre norte se elevan 195 m y 165 m sobre la esquina de las calles Fremont y Harrison, respectivamente. La Torre Norte tiene 50 pisos, mientras que la Torre Sur tiene 60. Debido al terreno inclinado de Rincon Hill, el piso del vestíbulo de la South Tower o la entrada de 1st Street está en el sexto piso, y el primer piso está a cinco niveles bajo tierra desde la entrada de 1st Street. También es una de las torres residenciales más altas al oeste del río Misisipi. Su ubicación cerca del vértice de Rincon Hill, a una altura de más de 30,5 m, le da una altura aparente de más de 213,4 m, lo que la convierte en una de las mayores adiciones al horizonte de San Francisco en más de 30 años.
Tanto la torre norte como la torre sur del complejo Rincon Hill tienen un parecido con The Heritage en Millennium Park en Chicago, un edificio de una altura similar a la torre sur también diseñado por Solomon, Cordwell, Buenz and Associates. El estilo arquitectónico de ambos edificios del complejo Rincon Hill es modernista tardío. Los tres lados de la Torre Sur que dan al este, norte y oeste tienen un muro cortina de vidrio lineal. La Torre Norte tiene un diseño similar, excepto que es más corta y el lado curvo de aluminio y vidrio está orientado hacia el noroeste. Ambos rascacielos del proyecto Rincon Hill contienen una corona de forma ovalada que alberga equipos mecánicos.

#### Baliza meteorológica
La corona de la Torre Sur contiene una banda de 25 focos LED que permanecen encendidos toda la noche. Cada luz LED consume poca energía y tiene una vida útil de 40 000 horas. Estas luces se utilizan para señalar el clima, al igual que las luces del edificio Berkeley en Boston. La corona se ilumina en rojo si el pronóstico del tiempo es más cálido. Una corona azul significa que se espera un clima frío pronto. Verde significa que hay al menos un 50 por ciento de probabilidad de lluvia. El ámbar indica que el clima permanecerá sin cambios. Esta es la primera baliza meteorológica del Área de la Bahía de San Francisco. La corona comenzó a iluminarse el 8 de diciembre de 2008.

### Ingeniería Sísmica
Para apoyar la torre de condominios de 60 pisos, One Rincon Hill South Tower tiene una enorme torre de 4 metros (13 pies) gruesos cimientos de balsa empotrados profundamente en roca serpenteante. Aunque algunos ingenieros ven la roca serpentina con sospecha, hay estructuras masivas, como el puente Golden Gate, que tienen cimientos sobre roca que es en gran parte serpenteante. De los cimientos se elevan el núcleo de hormigón y las columnas altas y grandes de hormigón armado con acero llamadas estabilizadores. El núcleo está unido a las columnas de los estabilizadores mediante tirantes diagonales de acero restringidos por pandeo que están diseñados para disipar la energía durante un terremoto mediante un comportamiento histerético controlado. Este tipo de sistema sísmico avanzado funciona de manera similar a la de los amortiguadores. Los tirantes también están revestidos de hormigón y acero para mitigar aún más el riesgo de pandeo y pérdida de resistencia. También es de destacar el sistema de balanceo controlado que presenta un postensado vertical que recorre la altura del edificio a través de conductos dentro del núcleo del muro de corte de hormigón armado. Muchas de estas tecnologías utilizadas en One Rincon Hill South Tower nunca antes se habían aplicado en los Estados Unidos.

### Tanques de agua
En la parte superior del edificio hay un gran amortiguador de salpicaduras sintonizado que contiene hasta 189 250 litros de agua y pesa 185 440 kg. Un tanque similar de 189 250 litros está ubicado en el sótano para fines de extinción de incendios. Hay dos pantallas de amortiguación de líquido en cada tanque para controlar el flujo del agua y contrarrestar el vaivén de los poderosos vientos del Pacífico, que pueden alcanzar la fuerza de un huracán.

### Ascensores
La Torre Sur tiene un ascensor de carga y tres de pasajeros. Los ascensores son los segundos más rápidos en la ciudad de San Francisco, superados solo por los de 555 California Street y empatados con los de 555 Mission Street. Los ascensores de la Torre Sur pueden viajar desde la planta baja hasta el piso 61 (el nivel mecánico) en solo 26 segundos para acelerar el flujo de tráfico de pasajeros. Esto significa que los ascensores pueden viajar aproximadamente 366 m en un minuto. Los ascensores tienen sistemas de control de inteligencia artificial que determinan los patrones de tráfico de pasajeros y despachan los tres ascensores para manejar las necesidades de los pasajeros en consecuencia. La parte inferior de cada hueco de ascensor tiene un cilindro lleno de aceite hidráulico para detener la caída de un ascensor sin herir a los pasajeros que están dentro.

### Residencias
Todo el proyecto proporcionará 695 condominios en los rascacielos y 14 casas adosadas al pie de las torres para un total de 709 unidades. 376 de esas unidades de condominio están ubicadas en la Torre Sur y la Torre Norte contiene las otras 319 unidades. Por su altura, ambas torres ofrecerán vistas espectaculares de los paisajes circundantes. Hay 26 planos de planta diferentes para los 695 condominios que están financieramente fuera del alcance de muchos ciudadanos que residen en San Francisco. Las unidades varían mucho en precio desde 500 000 dólares a 2,5 millones de dólares según la vista y el tamaño de la unidad que van desde 56 186 m². El proyecto abrió una oficina de ventas el 16 de junio de 2006 e incluso antes de la apertura, los compradores de condominios depositaron 130 de las 376 unidades de condominio de la Torre Sur en una ola de ventas. Se rumorea que el centro de ventas costó 2 millones de dólares. Las unidades de condominio en One Rincon Hill South Tower se vendieron bien para un edificio sin terminar en ese momento. Los primeros residentes comenzaron a mudarse a la Torre Sur en febrero de 2008.

## Historia

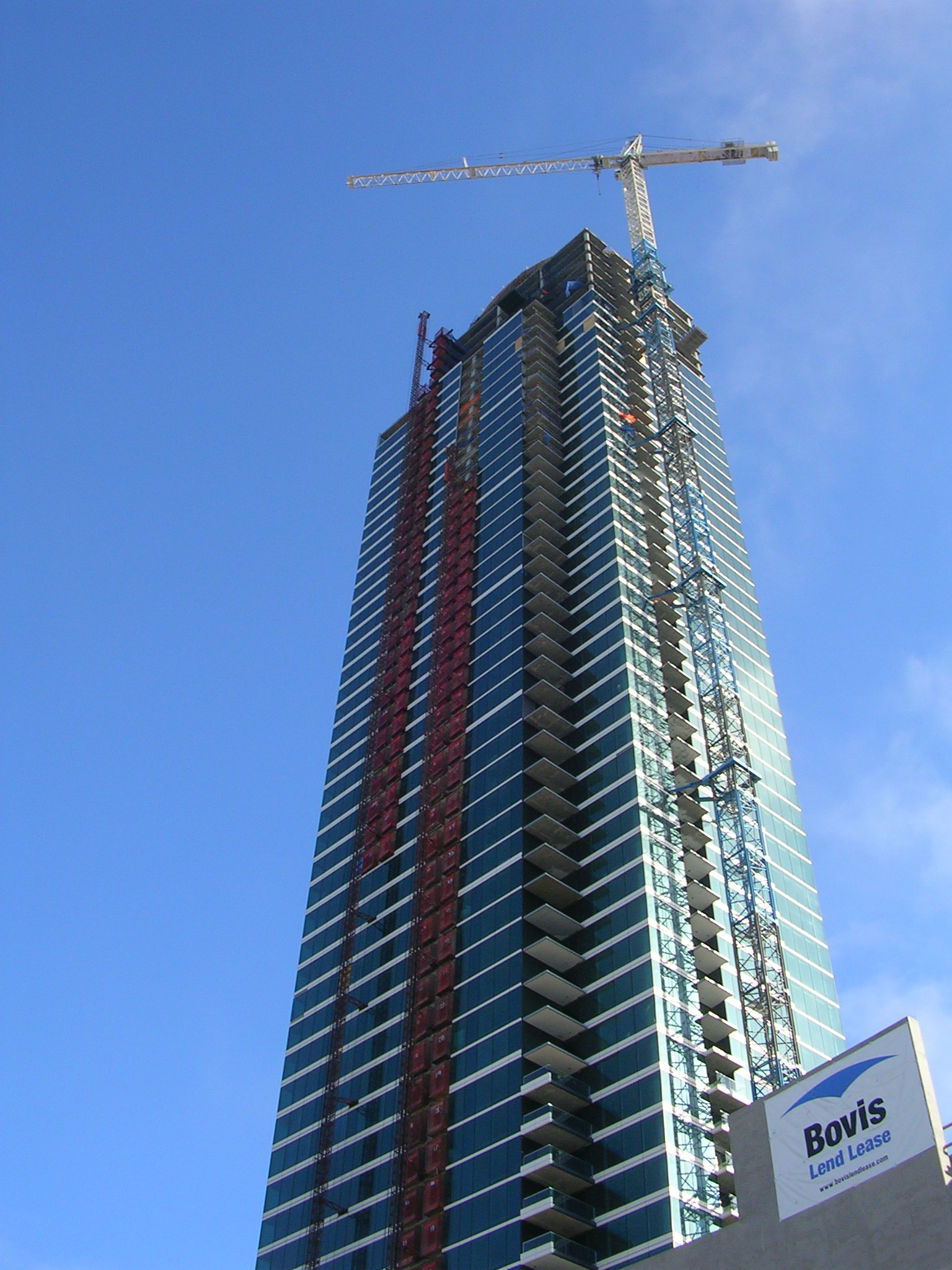
Torre sur a mediados de julio de 2007

### Antecedentes
La torre del reloj de sección triangular y 55 m, propiedad de Union 76 y luego Bank of America, fue construida en el sitio alrededor de 1955. Después del Plan Transbay, la ciudad cambió la zonificación en el vecindario de Rincon Hill y aumentó los límites de altura. Se propuso una segunda versión de One Rincon Hill en respuesta a estos cambios de zonificación, en la que se aumentó la altura a 60 pisos. El proyecto de la segunda versión fue aprobado por la ciudad el 4 de agosto de 2005. Antes de la construcción de One Rincon Hill, la torre del reloj fue arrasada para dar paso a la construcción de las torres.

### Torre sur
Tres meses después de que San Francisco aprobara el proyecto, la construcción de la Torre Sur comenzó con una ceremonia de inauguración el 10 de noviembre de 2005. La Torre Sur fue la segunda torre más alta en construcción en San Francisco.

#### Accidente de construcción de julio de 2006

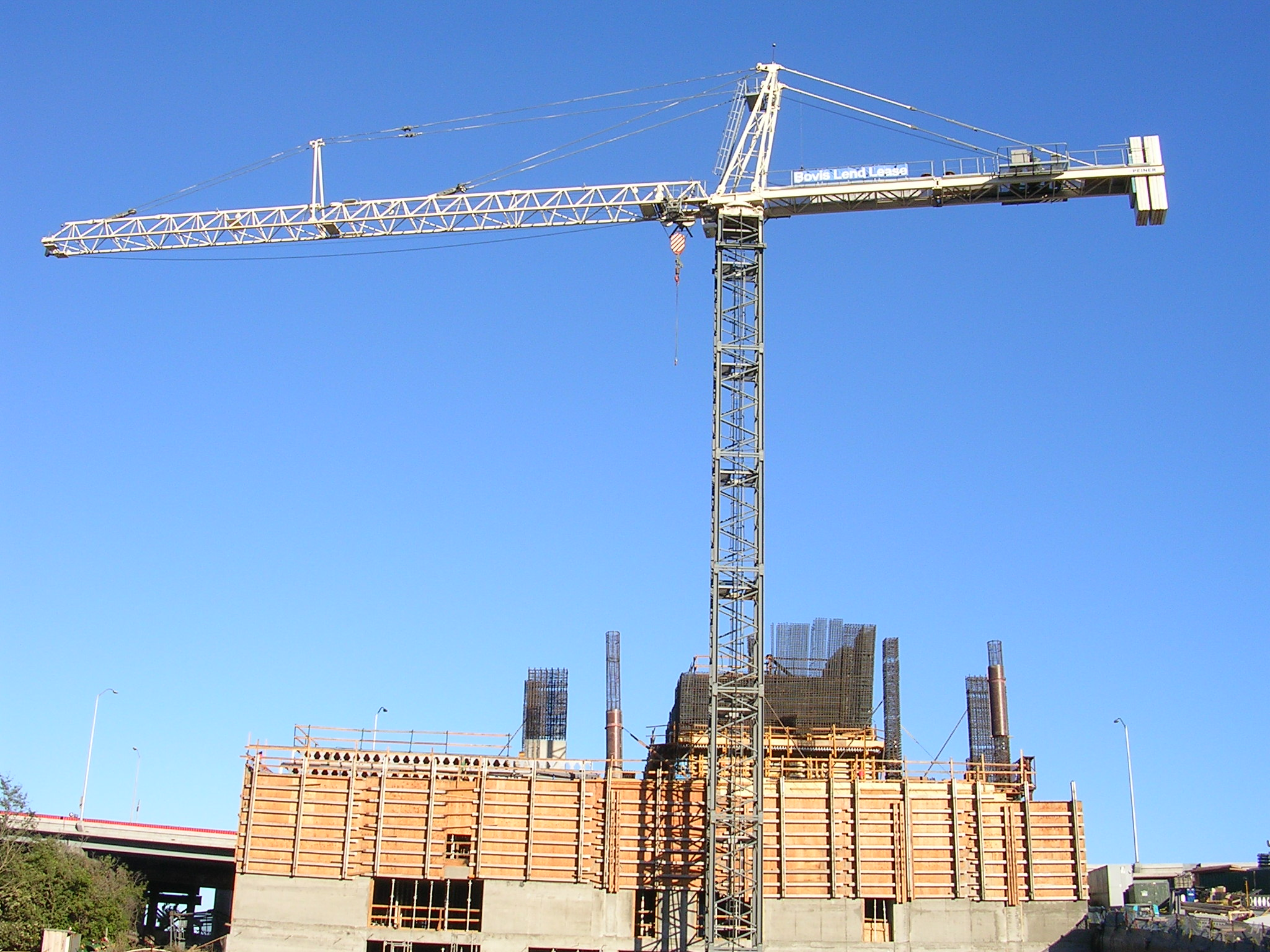
Sitio de construcción y grúa torre el 16 de julio de 2006, unos días antes del accidente.

El 21 de julio de 2006 una plataforma de construcción de metal se derrumbó alrededor de las 10 y 45 de la mañana. Dos carpinteros y dos herreros resultaron heridos cuando cayeron unos 6 m junto con la cubierta, enviando a los cuatro hombres al hospital. Tres fueron dados de alta esa tarde; uno de los herreros fue internado en el hospital con una pierna rota en dos lugares, así como un tobillo y un hombro rotos.

#### Progreso
La Torre Sur se completó en septiembre de 2008, con todos los pisos residenciales listos para los residentes. En abril de 2009, se había vendido el 70 % de las 376 unidades de lujo y 14 casas adosadas de South Tower.  Debido a la tasa de ocupación y las bajas ganancias hasta ahora, los desarrolladores inicialmente se habían negado a pagar 5,4 millones de dólares en tarifas de desarrollo que se gastarían en subsidios de alquiler, programas de capacitación laboral y desarrollo comunitario en el área de South of Market. Sin embargo, los desarrolladores finalmente acordaron pagarle a la ciudad. 

### Torre norte

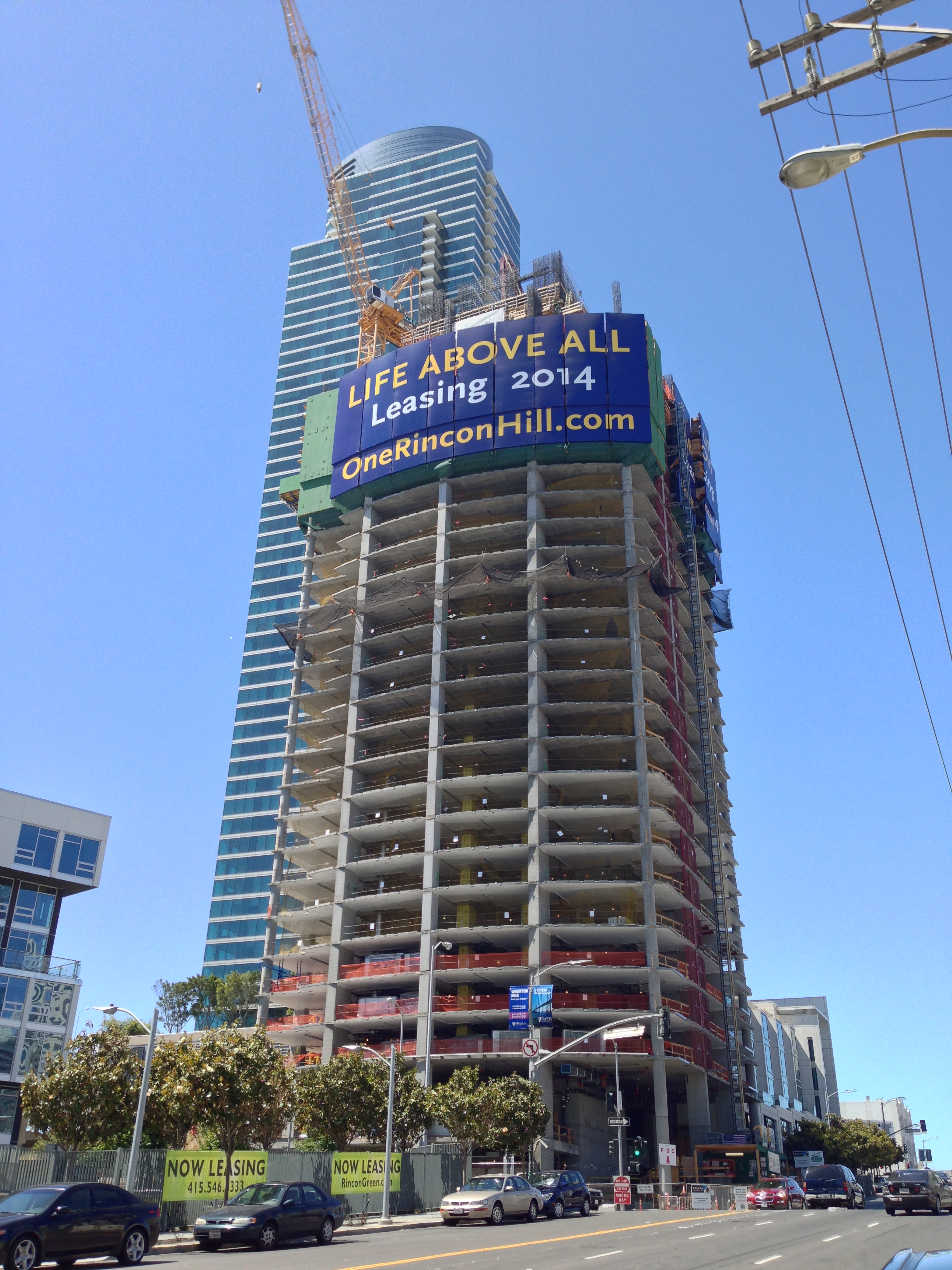
Torre norte en construcción, junio de 2013

Estaba previsto que la torre norte restante comenzara a construirse después del verano de 2008 y se completara en 2009. Originalmente, se suponía que la construcción comenzaría en enero de 2008. Más tarde, el desarrollador mencionó que la construcción comenzaría en marzo, pero la empresa de construcción no fue seleccionada en ese momento. Después de marzo, el desarrollador dijo que la construcción comenzaría en mayo de 2008. Sin embargo, tras la crisis financiera mundial de finales del verano y el otoño de 2008, los desarrolladores del proyecto anunciaron que la construcción de la segunda torre estaba en suspenso indefinidamente. Con la mejora de las condiciones económicas en la ciudad, la construcción de esta torre comenzó en octubre de 2012; sus primeros residentes se mudaron en agosto de 2014. Más tarde, la torre norte pasó a llamarse The Harrison.

## Crítica
Con los precios de los condominios fijados entre 500 000 y 2 millones de dólares, muchos críticos han señalado que el complejo One Rincon Hill es demasiado caro para la mayoría de los habitantes de San Francisco. Con un costo de desarrollo inicial total de 290 millones de dólares, el costo de desarrollo promedio por unidad con un total de 709 unidades es de aproximadamente 409.000 dólares. Sin embargo, el desarrollador Urban West Associates ha contribuido con un total de 38,5 millones de dólares a fondos como el Fondo de Estabilización de la Comunidad del Sur del Mercado para abordar esta preocupación. 